# Université populaire de Niamey
 (mars 2015).
Si vous disposez d'ouvrages ou d'articles de référence ou si vous connaissez des sites web de qualité traitant du thème abordé ici, merci de compléter l'article en donnant les références utiles à sa vérifiabilité et en les liant à la section « Notes et références ».
L'université populaire de Niamey est un organisme d'éducation populaire situé à Niamey, la capitale du Niger.

## Présentation
Gratuite et ouverte à tous, cette université populaire a pour objectif de transmettre des savoirs au plus grand nombre.
L'université populaire de Niamey propose des cours dans différents domaines : langues ; arts, lettres et humanités ; droit, cultures et sociétés ; philosophie ; économie et développement durable ; sciences ; théâtre, cinéma, musique ; sports.